# Reuben Gillmer
Reuben Gillmer (... – 4 gennaio 1920) è stato uno sceneggiatore e regista britannico.
Usò anche il nome Reuben Gilmer.

## Filmografia

### Sceneggiatore
- The Pet Hen, regia di W.P. Kellino (1914)
- The Happy Dustmen's Christmas, regia di W.P. Kellino (1914)
- His Father's Sin, regia di W.P. Kellino (1915)
- Who Kissed Her?, regia di W.P. Kellino (1915)
- Spoof!, regia di W.P. Kellino (1915)
- He Would Act, regia di W.P. Kellino (1915)
- What a Bounder, regia di W.P. Kellino (1915)
- Hamlet, regia di W.P. Kellino (1915)
- Oh That Face!, regia di W.P. Kellino (1915)
- Eggs!, regia di W.P. Kellino (1915)
- Caught in a Kilt, regia di W.P. Kellino (1915)
- A Fight for Life, regia di W.P. Kellino (1915)
- Paying Him Out, regia di W.P. Kellino (1915)
- Inventing Trouble, regia di W.P. Kellino (1915)
- Romeo and Juliet, regia di W.P. Kellino (1915)
- None But the Brave, regia di W.P. Kellino (1915)
- Billy's Spanish Love Spasm, regia di W.P. Kellino (1915)
- The Man in Possession, regia di W.P. Kellino (1915)
- The Only Man, regia di W.P. Kellino (1915)
- The Winner, regia di Charles Calvert (1915)
- The Terrible 'Tec, regia di W.P. Kellino (1916)
- Patriotic Mrs. Brown, regia di Billy Merson (1916)
- The Tale of a Shirt, regia di W.P. Kellino (1916)
- The Perils of Pork Pie, regia di W.P. Kellino (1916)
- The Dustman's Wedding, regia di W.P. Kellino (1916)
- Nursie! Nursie!, regia di Alexander Butler (1916)
- The Dummy, regia di W.P. Kellino (1916)
- Parker's Weekend, regia di W.P. Kellino (1916)
- On the Banks of Allan Water, regia di Wilfred Noy (1916)
- The Lost Chord, regia di Wilfred Noy (1917)
- The House Opposite, regia di Frank Wilson e Walter West (1917)
- Home Sweet Home, regia di Wilfred Noy (1917)
- Economy, regia di W.P. Kellino (1917)
- Hullo! Who's Your Lady Friend?, regia di W.P. Kellino (1917)
- Billy the Truthful, regia di W.P. Kellino (1917)
- The Missing Link, regia di W.P. Kellino (1917)
- How's Your Poor Wife?, regia di W.P. Kellino (1917)
- Love's Old Sweet Song, regia di F. Martin Thornton (1917)
- Billy Strikes Oil, regia di W.P. Kellino (1917)
- Splash Me Nicely, regia di W.P. Kellino (1917)
- Daddy, regia di Thomas Bentley (1917)
- Queen of My Heart, regia di Albert Ward (1917)
- Ave Maria
- The Great Impostor
- Big Money
- Where's Watling?
- A Romany Lass
- Where's the Key?
- Deception, regia di A.C. Hunter (1918)
- What a Life!
- Kiss Me, regia di James Reardon (1918)
- Nature's Gentleman
- To Let
- The Power of Right
- So Like Him
- Tower of Strength
- The Knave of Hearts
- The Sands of Time, regia di Randle Ayrton (1919)
- The Man Who Forgot, regia di F. Martin Thornton (1919)

### Regista
- Men Who Forget (1923)